# Kanarischer Hornklee

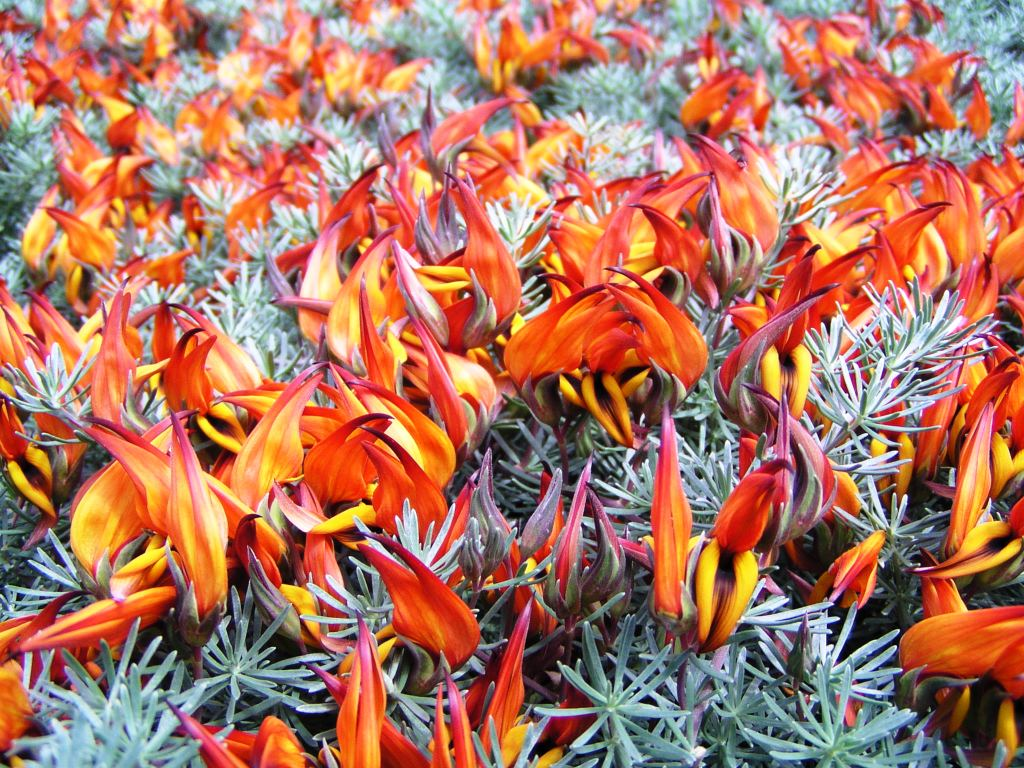
Blüten

Der Kanarische Hornklee oder Berthelots Hornklee (Lotus berthelotii) ist eine Pflanzenart aus der Gattung Hornklee (Lotus) innerhalb der Unterfamilie der Schmetterlingsblütler (Faboideae). Er ist eine von vier auf Teneriffa endemischen Hornklee-Arten und an seinen natürlichen Standorten vom Aussterben bedroht. In Mitteleuropa wird er als Beet- und Balkonpflanze für den Sommer verwendet.

## Beschreibung
Der Kanarische Hornklee ist eine niederliegende oder kriechende, immergrüne, ausdauernde, reich verzweigte, krautige Pflanze und wird manchmal als Halbstrauch eingestuft. Die vegetativen Pflanzenteile sind silbergrau. Sie erreicht Wuchshöhen von bis zu 20 cm. Die langen Sprossachsen bedecken oft große Flächen. Die wechselständigen, kleinen und sitzenden, unpaarig gefiederten Laubblätter sind silbergrau mit bis zu 7 linealischen bis schmal verkehrt-eilanzettlichen, nadelförmigen, bis 1,9 Zentimeter langen Blättchen.
Die zahlreichen Blüten erscheinen einzeln oder bis zu zweit (viert), achselständig an Kurztrieben von April bis Mai. Die kurz gestielten, zwittrigen, orange- bis scharlachroten Schmetterlingsblüten erinnern in Form und Farbe an Krebsscheren. Der Kelch ist seidig behaart und zwei Zipfel sind länger als die anderen drei. Die Fahne ist zurückgelegt, das lange Schiffchen ist schnabelförmig gebogen, flankiert von etwas kürzeren Flügeln. Die 10 Staubblätter sind diadelphisch, eines ist frei und 4 der 9 sind kürzer. Der Fruchtknoten ist länglich mit einem langen, schlanken Griffel mit einem kleinen Sporn unterhalb der minimalen Narbe. Der ebenfalls auf Teneriffa endemische Gefleckte Hornklee (Lotus maculatus) hat dagegen gelbe, orange und braun gezeichneten Blüten.
Es werden kleine und mehrsamige, an den Samen eingeschnürte und geschnäbelte Hülsenfrüchte gebildet. Die kleinen Samen sind schwärzlich.
Die Chromosomenzahl beträgt 2n = 28.

## Ökologie
Der Kanarische Hornklee zeigt klare Merkmale der Ornithophilie (Vogelbestäubung). Er wurde wahrscheinlich früher von Nektarvögeln bestäubt. Heute bestäubt ihn nur noch der Kanarische Zilpzalp (Phylloscopus collybita canariensis).

## Vorkommen und Schutz
Der Kanarische Hornklee ist nur von drei Stellen auf Teneriffa bekannt. Zwei davon befinden sich im Espacio Natural Protegido Parque Natural de La Corona Forestal, eine im Reserva Natural Integral de Pinoleris. Da er sich nur schlecht geschlechtlich vermehrt, wird er sowohl in der spanischen als auch in der kanarischen Roten Liste der gefährdeten Arten als vom Aussterben bedroht eingestuft. Mit dem Plan de Recuperación del picopaloma wird versucht, durch Stecklinge neue Pflanzen zu ziehen, um die Zahl der Individuen zu erhöhen und die genetische Vielfalt zu erhalten.

## Systematik
Lotus berthelotii wurde 1881 von Ramón Masferrer y Arquimbau in Anales de la Sociedad Española de Historia Natural Band 10 Seite 160 erstbeschrieben. Ein Synonym ist Lotus peliorhynchus Hook.f. Das Epitheton ehrt den französischen Naturforscher und Ethnologen Sabin Berthelot.